# Хипеаструм
Хипеаструм (Hippeastrum) са род луковични, едносемеделни растения от семейство Кокичеви. Тяхно тривиално наименование е амарилис, но не бива да бъдат бъркани с растенията причислявани към същинския род Амарилис, които членуват в същото семейство. За разлика от тях, естественото разпространение на Хипеаструмите е в тропичните и субтропичните зони на Америка, където те растат предимно под формата на геофити, макар че се срещат и епифитни представители.
Хипеаструмите са едни от най-разпространените декоративни растения и днес са селектирани множество разнообразни сортове с различно оформени и обагрени цветове.

## Подготовка за засаждане
Корените на новозакупената луковица трябва да бъдат поставени в хладка вода за няколко часа. Самата луковица не трябва да се мокри. При засаждане се напудрят корените и половината луковица с прахообразен фунгицид. Ако не искате да я садите веднага, за да може да цъфне по-късно, я съхранявайте на хладно при температура около 10 °C.

## Засаждане
Време за засаждане: от октомври до края на април. Садят се в не много широки саксии, достатъчно е да има 2 пръста между луковицата и ръба на саксията, но е желателно да са по-дълбоки. Не се заравят целите, 1/3 от луковицата трябва да остане от горе. Лятото развиват голяма коренова система, която расте от долу на луковицата, затова саксията трябва да е дълбока. Задължителни са няколко широки отвори за отводняване и добър дренаж(аз слагам керамзит). Почвата трябва да е лека, но може да се добави пясък и малко перлит за по-добър дренаж.

## Разположение и поливане
Растенията се слагат на топло място с пряка светлина, тъй като топлинната енергия е необходима за развитието на луковицата. Идеалната температура е около 20 °C. След засаждането не се полива. Започва се внимателно, с малко вода едва когато изкара листа. Да се полива не повече от веднъж седмично, за предпочитане отдолу в паничката. Никога не се полива отгоре, за да не се мокри луковицата и да не се получи загниване. Преполиването в началото на растежа е основната причина за провал. Цъфтежа не зависи от водата, цветоноса е заложен в луковицата още от лятото и се изхранва изцяло от нея. Затова като прецъфтят луковиците се стопяват наполовина.

## Цъфтеж
От всички луковични амарилисите най-лесно цъфтят. Това може да се постигне вътре или вън и в течение на продължителен период от време, от декември до края на юни. Луковицата ще цъфне в рамките на 7-10 седмици като общо правило (зависи от условията). През зимата периода ще бъде по-дълъг, отколкото през пролетта. За да се постигне постоянен цъфтеж, засаждайте на интервали от 2 седмици. След като цъфне е добре да е на по-хладно(18 °C) и без пряко слънце, това удължава живота на цветовете. Могат да цъфтят едновременно или последователно с 2-3 и повече цветоноса.

## След прецъфтяване
Саксията може да стои на прозорец, тераса или на земята. Гарантирайте оттичане на водата и не я оставяйте да подгизва, за да не изгние луковицата. Лятото амарилисите могат да се насадят и директно в градината. Най-добре им е когато са навън на въздух и слънце. Издържат на жега, колкото повече слънце, толкова по-добре им е. Като добавим и редовното торене всяка седмица, на следващата година ще ви радват пак с цветове. Тори се на всяко поливане с тор с повече калий.
След като са се вкоренили добре, имат големи листа и времето е топло, се поливат по-обилно и редовно. Така продължавате до есента, или най-малко 5-6 месеца, което позволява на листата и луковицата да се развият и наедреят отново. Полива се до началото на ноември (ако е топло разбира се) и след това се засушават напълно, докато не изкарат цветоноси. Листата могат да пожълтеят и паднат. Изчистете мъртвите листа в горната част на луковицата. Нека всички живи листа останат. Съхранявайте луковицата в саксията. Ако тя е била извадена от саксията, за да бъде насадена на открито, отново я насадете в саксията. В този момент луковицата има голяма коренова система за разлика от новозакупената луковица. Третото важно условие, за да цъфтят пак, е да изпаднат в покой. След спиране на поливането постепенно заспиват, дори и да си имат еднометрови листа (губят ги само ако са на по-хладно). Поставете амарилисите на хладно (10 °C), слабо осветено място за минимум 6 седмици. Трите условия за цъфтеж са: слънце, торене и да не се поливат около 2 месеца.
Спокойно издържат температури до 0 °C, но НЕ трябва да измръзват.

## Видове
- Hippeastrum aglaiae
- Hippeastrum amaru
- Hippeastrum andreanum
- Hippeastrum angustifolium
- Hippeastrum anzaldoi
- Hippeastrum apertispathum
- Hippeastrum arboricola
- Hippeastrum argentinum
- Hippeastrum aulicum
- Hippeastrum aviflorum
- Hippeastrum blossfeldiae
- Hippeastrum brasilianum
- Hippeastrum breviflorum
- Hippeastrum bukasovii
- Hippeastrum caiaponicum
- Hippeastrum calyptratum
- Hippeastrum canterai
- Hippeastrum caupolicanense
- Hippeastrum chionedyanthum
- Hippeastrum condemaitae
- Hippeastrum correiense
- Hippeastrum crociflorum
- Hippeastrum curitibanum
- Hippeastrum cuzcoense
- Hippeastrum cybister
- Hippeastrum damazianum
- Hippeastrum divijulianum
- Hippeastrum doraniae
- Hippeastrum elegans
- Hippeastrum escobaruriae
- Hippeastrum espiritense
- Hippeastrum evansiae
- Hippeastrum ferreyrae
- Hippeastrum forgetii
- Hippeastrum fragrantissimum
- Hippeastrum fuscum
- Hippeastrum gertianum
- Hippeastrum glaucescens
- Hippeastrum goianum
- Hippeastrum guarapuavicum
- Hippeastrum harrisonii
- Hippeastrum hemographes
- Hippeastrum hugoi
- Hippeastrum iguazuanum
- Hippeastrum incachacanum
- Hippeastrum intiflorum
- Hippeastrum kromeri
- Hippeastrum lapacense
- Hippeastrum leonardii
- Hippeastrum leopoldii
- Hippeastrum leucobasis
- Hippeastrum macbridei
- Hippeastrum machupijchense
- Hippeastrum mandonii
- Hippeastrum maracasum
- Hippeastrum marumbiense
- Hippeastrum miniatum
- Hippeastrum mollevillquense
- Hippeastrum monanthum
- Hippeastrum morelianum
- Hippeastrum nelsonii
- Hippeastrum oconequense
- Hippeastrum papilio
- Hippeastrum paquichanum
- Hippeastrum paradisiacum
- Hippeastrum paranaense
- Hippeastrum pardinum
- Hippeastrum parodii
- Hippeastrum petiolatum
- Hippeastrum pilcomaicum
- Hippeastrum psittacinum
- Hippeastrum puniceum
- Hippeastrum reginae
- Hippeastrum reticulatum
- Hippeastrum rubropictum
- Hippeastrum santacatarina
- Hippeastrum scopulorum
- Hippeastrum starkiorum
- Hippeastrum striatum
- Hippeastrum stylosum
- Hippeastrum teyucuarense
- Hippeastrum traubii
- Hippeastrum umabisanum
- Hippeastrum vanleestenii
- Hippeastrum variegatum
- Hippeastrum viridiflorum
- Hippeastrum vittatum
- Hippeastrum wilsoniae
- Hippeastrum yungacense